# 运动教练
教練（英語：Coach）在体育运动中指的是負責訓練運動隊伍或個別运动员的人，除了訓練外，教練的工作也包括指揮、調度、下指令等。運動教練也可以是教师。
在體育運動上，教練是監督者與指導者，包括有給予指示、指導與培訓選手並維護他們在訓練期間的安全等，通常會跟著個人運動員或運動隊伍一起行動。這類型的教練會參與運動的各個過程，包括有生理與心理的發展。運動教練訓練他們的運動員來成為更棒的選手，這也包括有對於比賽的心理強度的建設。通常，運動教練會被認為應該要對其指導的運動有深刻的了解及豐富的經驗與知識，他們的任務是盡可能多傳遞該方面的知識與經驗給運動員。而在比賽過程中，則會需要使用到戰術與策略的運用，甚至會是團隊合作的。有很多運動教練會以自己的規則來做，但都被期待可以提供一個不需要依賴藥物的環境、扮演模範的角色。他們也常常會出現在體育賽事上，例如球探。